# 日本史探偵コナン
『日本史探偵コナン』（にほんしたんていコナン）は、青山剛昌の漫画『名探偵コナン』を原作としたオールカラーの歴史漫画単行本シリーズ。小学館より2017年から2018年にかけて12巻が刊行され、その後続編の『日本史探偵コナン 外伝（アナザー）』や『世界史探偵コナン』へ引き継がれて現在も続刊中。累計部数は214万部を超えている。

## 概要
- 物語は、タイムドリフターと呼ばれる少年少女達が過去の時代へタイムスリップし、歴史上の人物と知り合って事件を解決したり謎解きをしていくというもの。『名探偵コナン』のキャラクター達は過去の時代へは行かず現代にとどまっており、スマタンと呼ばれる通信端末を介して、過去の時代にいるタイムドリフターと連絡を取り合い事件解決のアドバイスをする。
- 作画は、山㟁栄一、太田勝など『名探偵コナン 特別編』を執筆した漫画家に加え、斉藤むねお、八神健、狛江和生などが各巻ごとの作画を担当する。巻によってはひとつのストーリーを、コナンキャラクター登場シーンと本編ストーリーとで別々の作家が分担して描き分けている。
- 各巻に付けられているサブタイトルはすべて「○○の△△」という形式で統一され、必ず「漢字を含む日本語で書いてカタカナの外来語で読む」ワードが含まれている。これは『名探偵コナン』劇場版アニメシリーズで多用されている形式を模したもの。

## ストーリー
ある日、江戸川コナンと少年探偵団の元に、阿笠博士とうり二つの「神様」から捜査の依頼が舞い込んだ。それは過去の12の時代へ散らばった12個の「時のイシ」を、タイムドリフターの少年少女達と協力して集めて欲しいというものだった。
ところが「怪盗ウルフ」と名乗る謎の獣人が現れ、コナンとタイムドリフター達の「時のイシ」探しの妨害を始める。

## シリーズ
原作／青山剛昌、シリーズ構成／黒沢哲哉（小学館クリエイティブ）・飯塚裕之（iS Creative）
『日本史探偵コナン シーズンⅠ』全12巻
- 第1巻「縄文時代 原始世界の冒険者（タイムドリフター）」（2017年12月2日発行） ISBN 978-4-09-296636-9
  - まんが／山㟁栄一・斉藤むねお、脚本／黒沢哲哉
- 第2巻「弥生時代 ひとりぼっちの女王（リトルクイーン）」（2017年12月2日発行） ISBN 978-4-09-296637-6
  - まんが／太田勝・八神健、脚本／森谷康弘、脚本協力／柴尾英令
- 第3巻「飛鳥時代 霧の中の異邦人（ストレンジャー）」（2017年12月25日発行） ISBN 978-4-09-296638-3
  - まんが／太田勝・狛江和生、脚本／森谷康弘
- 第4巻「奈良時代 裏切りの巨大像（モニュメント）」（2017年12月25日発行） ISBN 978-4-09-296639-0
  - まんが／あさだみほ、脚本／大崎悌造
- 第5巻「平安時代 十二単の好敵手（ライバル）」（2018年2月25日発行） ISBN 978-4-09-296640-6
  - まんが／狛江和生・八神健、脚本／蛭海隆志・森谷康弘
- 第6巻「鎌倉時代 五条大橋の相棒（デスティニー）」（2018年2月25日発行） ISBN 978-4-09-296641-3
  - まんが／山㟁栄一・あさだみほ・海童博行・坂井孝行、脚本／蛭海隆志・森谷康弘
- 第7巻「室町時代 疑惑の花舞台（カーテンコール）」（2018年3月25日発行） ISBN 978-4-09-296642-0
  - まんが／狛江和生、脚本／蛭海隆志・森谷康弘
- 第8巻「戦国時代 あかね色の落城（カタストロフィ）」（2017年12月2日発行） ISBN 978-4-09-296643-7
  - まんが／狛江和生・斉藤むねお、脚本／大崎悌造
- 第9巻「江戸時代 幻影の八百八町（メガロポリス）」（2018年3月25日発行） ISBN 978-4-09-296644-4
  - まんが・構成／山㟁栄一
- 第10巻「幕末・維新 暗黒の羅針盤（コンパス）」（2017年12月25日発行） ISBN 978-4-09-296645-1
  - まんが／狛江和生、脚本／森谷康弘
- 第11巻「明治時代 機械仕掛けの記念碑（メモリアル）」（2018年2月25日発行） ISBN 978-4-09-296646-8
  - まんが／太田勝・伊藤広明、脚本／飯塚裕之
- 第12巻「昭和時代 焼け跡の綿帽子（タンポポ）」（2018年3月25日発行） ISBN 978-4-09-296647-5
  - まんが／山㟁栄一・斉藤むねお、脚本／黒沢哲哉

『日本史探偵コナン シーズンⅡ』全6巻
- 第1巻「恐竜発見 悠久の前世紀（ロストワールド）」
  - まんが／山㟁栄一・斉藤むねお、脚本／森谷康弘
- 第2巻「古墳誕生 誓いの双翼（ツインピークス）」
  - まんが／狛枝和生、脚本／森谷康弘
- 第3巻「戦国乱世 紅蓮の異端者（アウトサイダー）」
  - まんが／谷仲ツナ・海童博行、脚本／黒沢哲哉
- 第4巻「江戸開府 東方の水迷宮（ラビリンス）」
  - まんが／金井正幸、八神健、脚本／森谷康弘
- 第5巻「幕末動乱 24時間の盟友（ノーサイド）」
  - まんが／狛枝和生・山浦聡、脚本／黒沢哲哉
- 第6巻「大正浪漫 コナンvs江戸川乱歩」
  - まんが・構成／山㟁栄一

『日本史探偵コナン 外伝（アナザー）』4巻
- 「将棋編 命がけの棋譜（バトルロード）」
  - まんが／山㟁栄一・斉藤むねお、脚本／黒沢哲哉
- 「国宝編 背中合わせの両雄（マエストロ）」
  - まんが／狛江和生・海童博行、脚本／黒沢哲哉
- 「刀剣編 鋼の決闘状（インビテーション）」
  - まんが／狛枝和生、脚本／飯塚裕之・黒沢哲哉
- 「忍者編 影と光の手裏剣（ライセンス）」
  - まんが／山㟁栄一・八神健、脚本／黒沢哲哉